# Château d'Étalante
Le château d’Étalante ou château de Champhibert est édifié au XVe siècle profondément remanié au XVIIIe siècle situé dans le village d'Étalante dans le département de la Côte-d'Or.

## Localisation
Le château d’Étalante est situé sur le rebord de plateau dominant le village au nord.

## Historique
Un petit château existerait déjà au XIe siècle dès les premiers Ducs de Bourgogne. La chapelle Saint-Claude, voisine du château actuel, remonte à cette époque comme en témoignent les fragments de pierres tombales retrouvés, à proximité. A l’extinction des premiers ducs capétiens, Étalante revint au domaine royal jusqu’au XVe siècle où elle rejoint provisoirement le duché jusqu’au traité de Nimègue et le rattachement définitif de la Bourgogne au royaume de France. Le Roi confie alors la gestion d’Aignay-le-Duc et d’Étalante à un seigneur engagiste. Aucun d’eux n’a jamais résidé à Étalante, sauf le dernier, Claude Étienne

## Architecture
Le bâtiment actuel a profondément été remanié au XVIIIe siècle, avec l’ajout des deux tourelles, cumule des éléments antérieurs des XVe siècle et XVIe siècle. C’est une longue bâtisse de plan carré encadrée par deux tourelles, avec une petite chapelle indépendante, sans traces de fortifications[réf. souhaitée]. Il présente un étage en élévation à travées de moëllons calcaires avec enduit surmonté de combles. Les toits à longs pans, croupe et pavillon sur les tourelles sont couverts de tuiles plates.

## Mobilier
L’escalier est intérieur. C'est une propriété privée qui ne se visite pas.